# Crossomitrium scabrisetum
Crossomitrium scabrisetum är en bladmossart som beskrevs av Edwin Bunting Bartram 1946. Crossomitrium scabrisetum ingår i släktet Crossomitrium och familjen Daltoniaceae. Inga underarter finns listade i Catalogue of Life.